# Grand Prix des Amériques
Grand Prix des Amériques var ett kanadensiskt endagslopp i landsvägscykling som avhölls i Montreal på hösten (augusti–oktober) från 1988 till 1992 och som ingick i UCI World Cup från 1989. 1992 kallades det Grand Prix Téléglobe på grund av telebolaget som sponsrade.
Det skall inte blandas samman med det franska travloppet Prix d'Amérique.

## Podieplaceringar
| År   | Vinnare          | Tvåa             | Trea           |
| 1988 | Steve Bauer      | Massimo Ghirotto | Gilles Delion  |
| 1989 | Jörg Müller      | Yvon Madiot      | Charly Mottet  |
| 1990 | Franco Ballerini | Thomas Wegmüller | Sammie Moreels |
| 1991 | Eric Van Lancker | Steven Rooks     | Martin Earley  |
| 1992 | Federico Echave  | Davide Cassani   | Luc Leblanc    |